# گولجوک
گولجوک (به ترکی استانبولی: Gölcük) شهری است در کشور ترکیه که در استان قوجاایلی واقع شده‌است. جمعیت این شهر بر اساس سرشماری سال ۲۰۰۸ میلادی ۱۳۰٬۱۴۱ نفر و بر اساس برآوردهای سال ۲۰۰۹ میلادی ۱۲۹٬۷۱۳ نفر می‌باشد.